# Juan Miguel Zubiri
Juan Miguel Zubiri (Makati City, 13 april 1969) is een Filipijns politicus. Zubiri werd in 2016 gekozen in de Senaat van de Filipijnen. Eerder was hij al van 2007 tot 2011 lid van de Senaat en van 1998 tot 2007 lid van het Filipijnse Huis van Afgevaardigden namens het 3e kiesdistrict van Bukidnon. Zijn eerste termijn als Senator eindigde in 2011 voortijdig toen hij na beschuldigingen van verkiezingsfraude zijn ontslag indiende. 

## Carrière
Van 1995 tot 1998 was Zubiri hoofd van de staf van zijn vader Jose Zubiri jr., in die tijd lid van het Filipijns Huis van Afgevaardigden. Toen zijn vader zich in 1998 verkiesbaar stelde voor het gouverneurschap van Bukidnon, deed Juan Miguel, een poging hem op te volgen. Hij won de verkiezingen voor het 3e kiesdistrict van Bukidnon en werd in 2001 en 2004 herkozen. In die negen jaar als afgevaardigde was Zubiri initiatiefnemer van veel wetsvoorstellen. Hij werd mede daardoor onderscheiden als een van de meest productieve parlementsleden.

## Senaatsverkiezingen 2007 en ontslag
Na zijn derde en dus laatst mogelijke opeenvolgende termijn als afgevaardigde stelde hij zich in de verkiezingen 2007 onder de vlag van de regeringscoalitie, TEAM Unity, beschikbaar voor een zetel in de Filipijnse Senaat. Bij de senaatsverkiezingen van 2007 eindigde Zubiri op de twaalfde plek, kort voor Aquilino Pimentel III, en veroverde daarmee gekozen de laatste senaatszetel. Laatstgenoemde tekende na de verkiezingen bezwaar aan tegen de uitslag. Op 19 juni 2008 maakte het Senate Electoral Tribunal (SET) bekend dat er voldoende grond was om de zaak verder door het tribunaal in behandeling te laten nemen. In 2011 claimde Zaldy Ampatuan, een van de verdachten in het bloedbad bij de verkiezingen van 2007 in Maguindanao, waarbij tientallen mensen, vooral aanhangers en familieleden van een van de kandidaten, om het leven kwamen, dat president Gloria Macapagal-Arroyo had opgedragen stemmen van drie senaatskandidaten van de oppositie op naam van Zubiri te zetten. Op 3 augustus 2011 kwam de zaak in een stroomversnelling toen Zubiri in een toespraak in de Senaat zijn ontslag als senator aankondigde. Hij verklaarde "Zonder toe te geven ook maar een enkele fout te hebben begaan en onder heftige ontkenning van de aantijgingen van verkiezingsfraude tegen mij, dien ik mijn ontslag in als senator van de republiek der Filipijnen.." Hij gaf aan, de stap met name te hebben genomen vanwege de druk op zijn directe omgeving. Zubiri is hierdoor nu de eerste senator uit de geschiedenis van de Filipijnen die zelf zijn ontslag heeft ingediend. Tien dagen besliste het SET dat niet Zubiri, maar Pimentel op de 12e plek was geëindigd bij de senaatsverkiezingen.
Bij de verkiezingen van 2016 werd Zubiri opnieuw voor een termijn van zes jaar gekozen in de Senaat. Hij eindigde op de zesde plaats, voldoende voor een van de twaalf beschikbare zetels.

## Privéleven
Zubiri is getrouwd met Audrey Tan, een voormalig Studio 23 VJ.